# Malus arnoldiana
Malus arnoldiana är en rosväxtart som först beskrevs av Alfred Rehder, och fick sitt nu gällande namn av Alfred Rehder. Malus arnoldiana ingår i släktet aplar, och familjen rosväxter. Inga underarter finns listade i Catalogue of Life.